# Diawandou Diagne
Diawandou Diagne Niang (Thiès, Senegal, 8 de noviembre de 1994) es un futbolista senegalés que juega como defensa. El último club para el que jugó fue el Manang Marsyangdi de la Liga de Fútbol de Nepal.

## Trayectoria
Nacido en Thiès, comenzó su carrera en las categorías inferiores de la Aspire Academy de Catar en febrero de 2008 con la edad de 13 años, después de haber sido seleccionado como uno de los tres jugadores senegaleses para unirse al plantel del club. Estuvo entre los 24 seleccionados, después de competir contra otros 430.000.
El 6 de junio de 2012, el senegalés, firmó con el club Belga del KAS Eupen, que se encontraba en Segunda División de Bélgica. Disputó su primer partido como profesional el 23 de agosto de 2012, con una victoria por 1-0 contra el KFC Dessel Sport. El 18 de mayo de 2014, marcó su primer gol con la camiseta del Eupen, en el empate por 2-2 de su equipo contra el K. Sint-Truidense V.V.
El 7 de julio de 2014, el defensa, fichó por el filial azulgrana por tres temporadas. El jugador firmó su contrato hasta el 30 de junio de 2017, con una cláusula de rescisión de 12 millones de euros. Sin embargo el 3 de julio de 2015 retornó al KAS Eupen.
En enero de 2019 se especuló con su incorporación al Cultural Leonesa, pero ello finalmente no ocurrió. Unos meses después, en junio de ese año, fue transferido a Delhi Dynamos de la Superliga de India -club que al mes siguiente sería rebautizado como Odisha Football Club- como parte de un acuerdo entre la institución y la Aspire Academy.
El 25 de julio de 2021 el club finlandés KTP de la Veikkausliiga anunció la incorporación del defensor a sus filas. Al momento de la firma del contrato, Diagne llevaba 17 meses sin jugar un partido profesional. Permaneció allí hasta el final de la temporada 2021 en la que su equipo descendió, y al año siguiente pasó a las filas del Al-Hilal Omdurmán de la Primera División de Sudán.
En febrero de 2023 se unió al Manang Marsyangdi de la Liga de Fútbol de Nepal, haciendo así su retorno al fútbol asiático.
En abril de 2024 tuvo un periodo de pruebas en el Manila Digger de la Philippines Football League, pero finalmente no fue contratado por el club.

## Selección
Diagne participó con la selección de fútbol sub-17 de Senegal de la fase de clasificación al Campeonato Africano Sub-17 de 2011. Sin embargo el jugador no viajó con su delegación a Rwanda para disputar la instancia final del torneo, debido a que un escaneo de imagen por resonancia magnética determinó que el jugador tenía una edad mayor a la permitida para actuar en esa categoría, algo que terminó siendo admitido por Augustin Senghor, quien era a la sazón el presidente de la Federación Senegalesa de Fútbol.
Posteriormente el defensor pudo actuar con la selección de fútbol sub-20 de Senegal, y recibió dos convocatorias (una en 2014 y la otra en 2015) a la selección absoluta de Senegal.

## Estadísticas
| Club                       | Temporada     | Liga  | Liga  | Copa Nacional | Copa Nacional | Internacional | Internacional | Total | Total |
| Club                       | Temporada     | Part. | Goles | Part.         | Goles         | Part.         | Goles         | Part. | Goles |
| -------------------------- | ------------- | ----- | ----- | ------------- | ------------- | ------------- | ------------- | ----- | ----- |
| F. C. Barcelona B · España | 2014/15       | 28    | 0     | -             | -             | -             | -             | 28    | 0     |
| F. C. Barcelona B · España | Total         | 28    | 0     | -             | -             | -             | -             | 28    | 0     |
| Total carrera              | Total carrera | 28    | 0     | -             | -             | -             | -             | 28    | 0     |